# Henri Durif
Pour les articles homonymes, voir Durif (homonymie).
Henri Durif, né en 1807 et mort le 4 mai 1881 à Naucelles, était un historien et un folkloriste français, spécialisé dans l'histoire du droit et des coutumes locales, en particulier la coutume d'Auvergne. Il est un des premiers auteurs de guides touristiques du Cantal.

## Biographie
Fils de Marc-Antoine Durif, propriétaire du château de Tourtoulou à Naucelles, il avait une sœur, Marie Durif (1809-1880), mariée à Louis Laparra (1800-1855), médecin, maire de Marmanhac et un frère Pierre Durif (1813) officier. Sa fille unique Berthe Durif (1837-1860), était mariée à Charles Prax.  Il est enterré à Aurillac.
Juge de paix, membre de la Société des antiquaires de France, de la Société cantalienne et de la Société des arts et lettres de Carcassonne (en 1859 avec Henri Boudet (1813-1915)), il contribue à la rédaction de plusieurs ouvrages collectifs de grande ampleur comme le Voyage pittoresque  de l'Ancienne Auvergne et du Velay, avec Charles Nodier (en 1847), et du Dictionnaire statistique et historique du département du Cantal (en 1854). Il est l'auteur du Guide historique, archéologique, statistique et pittoresque du voyageur dans le département du Cantal, ancienne Haute-Auvergne (1865) qui a fait l'objet de nombreuses rééditions.
Il a recueilli de nombreux contes et légendes populaires, ainsi que des usages locaux.

## Œuvres
- Voyage pittoresque dans l'ancienne Auvergne et le Velay, 1847, collectif.
- Guide historique, archéologique, statistique et pittoresque du voyageur dans le département du Cantal, ancienne Haute-Auvergne, par Henri Durif, juge de Paix, 1861 (réédition).
- Recueil des usages locaux de la ville d'Aurillac et de ses cantons ruraux, 1874, Aurillac, 48p., imp Picut
- Rapports sur les travaux annuels de la Commission des monuments historiques du cantal, 54p.
- Un chapitre inédit des mémoires de François Maynard, président au Présidial d'Aurillac, 1846, Clermont, imp. Pérols, 55 p.
- L'Église Saint-Jean d'Ambet, sd, Lyon, Lescuyer, 36 p.
- Auvergne et Limousin. Histoire, tableaux pittoresques, poésies, chansons populaires, contes et légendes. Textes d'Henri Ajalbert, H Durif, Joseph Canteloube, Arsène Vermenouze, Pineau, préface et notes par A van Bever. Dessins et aquarelles de G Fraipont. Compagnie du chemin de fer de Paris à Orléans, in-8°, 41 p.
- Choses et gens de Haute-Auvergne, Aurillac, in-8°.
- Notice sur les peintures qui décorent la salle de l'ancien Hôtel de Noailles, à Aurillac, in Tablettes historiques de l'Auvergne,